# Ворсо (селище, Нью-Йорк)
Ворсо (англ. Warsaw) — селище (англ. village) в США, в окрузі Вайомінг штату Нью-Йорк. Населення — 3646 осіб (2020).

## Географія
Ворсо розташоване за координатами 42°44′34″ пн. ш. 78°8′29″ зх. д. / 42.74278° пн. ш. 78.14139° зх. д. (42.742911, -78.141293).  За даними Бюро перепису населення США в 2010 році селище мало площу 10,63 км², уся площа — суходіл.

## Демографія
Згідно з переписом 2010 року, у селищі мешкали 3473 особи в 1514 домогосподарствах у складі 811 родини. Густота населення становила 327 осіб/км².  Було 1647 помешкань (155/км²).
Расовий склад населення:
| - 96,9 % — білих - 0,9 % — азіатів - 0,3 % — корінних американців - 0,2 % — чорних або афроамериканців |

До двох чи більше рас належало 1,4 %. Частка іспаномовних становила 1,6 % від усіх жителів.
За віковим діапазоном населення розподілялося таким чином: 22,9 % — особи молодші 18 років, 60,9 % — особи у віці 18—64 років, 16,2 % — особи у віці 65 років та старші. Медіана віку мешканця становила 39,9 року. На 100 осіб жіночої статі у селищі припадало 90,5 чоловіків;  на 100 жінок у віці від 18 років та старших — 85,9 чоловіків також старших 18 років.
Середній дохід на одне домашнє господарство  становив 48 887 доларів США (медіана — 39 567), а середній дохід на одну сім'ю — 62 719 доларів (медіана — 59 894). За межею бідності перебувало 24,1 % осіб, у тому числі 34,8 % дітей у віці до 18 років та 15,9 % осіб у віці 65 років та старших.
Цивільне працевлаштоване населення становило 1519 осіб. Основні галузі зайнятості: освіта, охорона здоров'я та соціальна допомога — 31,3 %, роздрібна торгівля — 11,5 %, фінанси, страхування та нерухомість — 9,9 %, мистецтво, розваги та відпочинок — 9,3 %.